# شهرستان لی (سیچوآن)
شهرستان لی (به انگلیسی: Li County) یک شهرستان در چین است که در نگاوا تبت و استان خود مختار کیانگ واقع شده‌است. شهرستان لی ۴٬۳۱۸ کیلومتر مربع مساحت و ۴۲٬۴۹۴ نفر جمعیت دارد.